# Saint-Gor
Saint-Gor är en kommun i departementet Landes i regionen Nouvelle-Aquitaine i sydvästra Frankrike. Kommunen ligger i kantonen Roquefort som tillhör arrondissementet Mont-de-Marsan. År 2022 hade Saint-Gor 312 invånare.

## Befolkningsutveckling
Antalet invånare i kommunen Saint-Gor
Referens:INSEE